# August Macke
August Robert Ludwig Macke (Meschede, 3 januari 1887 – nabij Perthes-lès-Hurlus (Champagne), 26 september 1914) was een Duits kunstschilder, wiens werk behoort tot het Duits expressionisme.

## Biografie
August Macke werd in 1887 in Meschede in Sauerland geboren. In zijn kinderjaren woonde Macke in Keulen en in Bonn. Van 1904 tot 1906 studeerde Macke aan de kunstacademie en aan de kunstnijverheidsschool in Düsseldorf. Hij kon er zijn draai niet vinden en in 1907/1908 ging Macke naar de schilderschool van Lovis Corinth in Berlijn. Maar de kritische houding van Corinth botste met zijn opvliegende karakter en hij voelde zich daar al snel niet meer thuis.
Pas na in aanraking te zijn geweest met het impressionisme begon Macke een eigen stijl te ontwikkelen. Een grote steun voor Macke is altijd Bernhard Koehler geweest. De oom van zijn latere vrouw, een fabrikant in Berlijn, steunde de nieuwe generatie kunstenaars met aankopen. Koehler bezat al werken van Manet, Courbet, Cézanne en Van Gogh, en gaf Macke de mogelijkheid om in 1907 naar Parijs te reizen. 

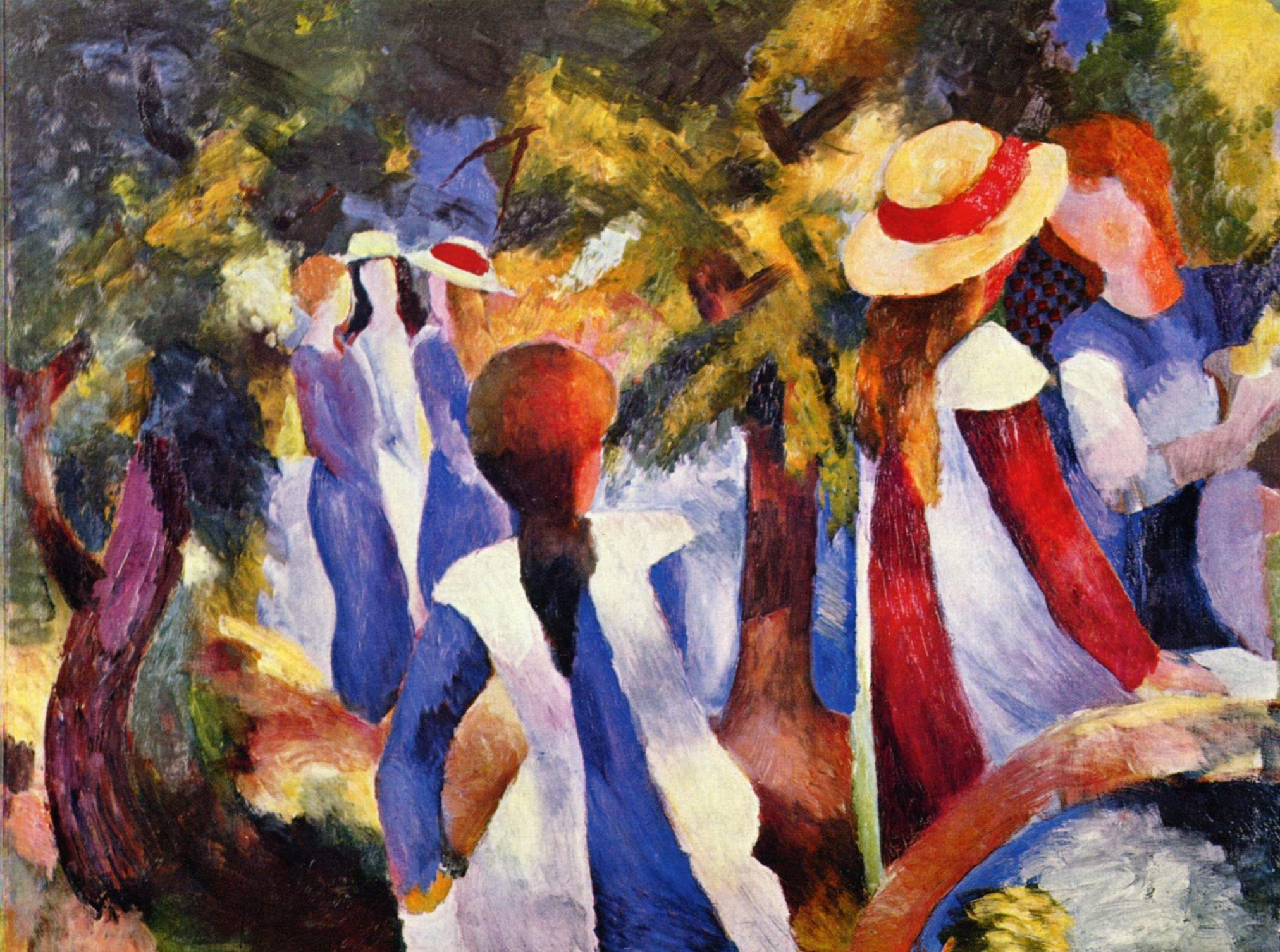
Mädchen unter Bäumen, 1914

Met name de werken van Manet inspireerden hem, de vormen en de kleuren waren het belangrijkst. Dat zijn ook de elementen die Macke steeds meer zijn gaan interesseren. Maar ook voor de andere Franse stromingen zou Macke open blijven staan. In zijn werk zijn duidelijk invloeden aan te wijzen van het fauvisme, van het kubisme en van het orfisme. In 1908 gaat Macke weer naar Parijs, ditmaal samen met Koehler.
Op 5 oktober 1909 trouwt Macke met Elisabeth Gerhardt. De huwelijksreis leidt via Frankfurt am Main, Colmar en Bern naar Parijs, waarna ze aan de Tegernsee gaan wonen.
In 1910 reist Macke naar München, waar hij contact legt met Franz Marc en zijn vrouw Maria, met wie hij een vriendschap voor het leven sluit. De wederzijdse invloeden zijn bijvoorbeeld goed af te lezen aan het streven naar harmonie dat de werken van beide kunstenaars kenmerkt. Via Marc komt Macke in contact met de andere leden van Der Blaue Reiter, zoals Wassily Kandinsky, en hij sluit zich bij hen aan.
Macke verhuist in 1910 terug naar Bonn. Hij houdt contact met de kunstenaars uit München, maar houdt ook afstand, zoals uit zijn correspondentie met Marc blijkt. 
In 1912 gaat Macke samen met Marc naar Parijs, waar hij onder andere Robert Delaunay bezoekt. De invloeden van het kubisme en het futurisme maken dat Macke zijn werken strenger in gaat delen, de vlakken worden duidelijker in kleur van elkaar gescheiden. 

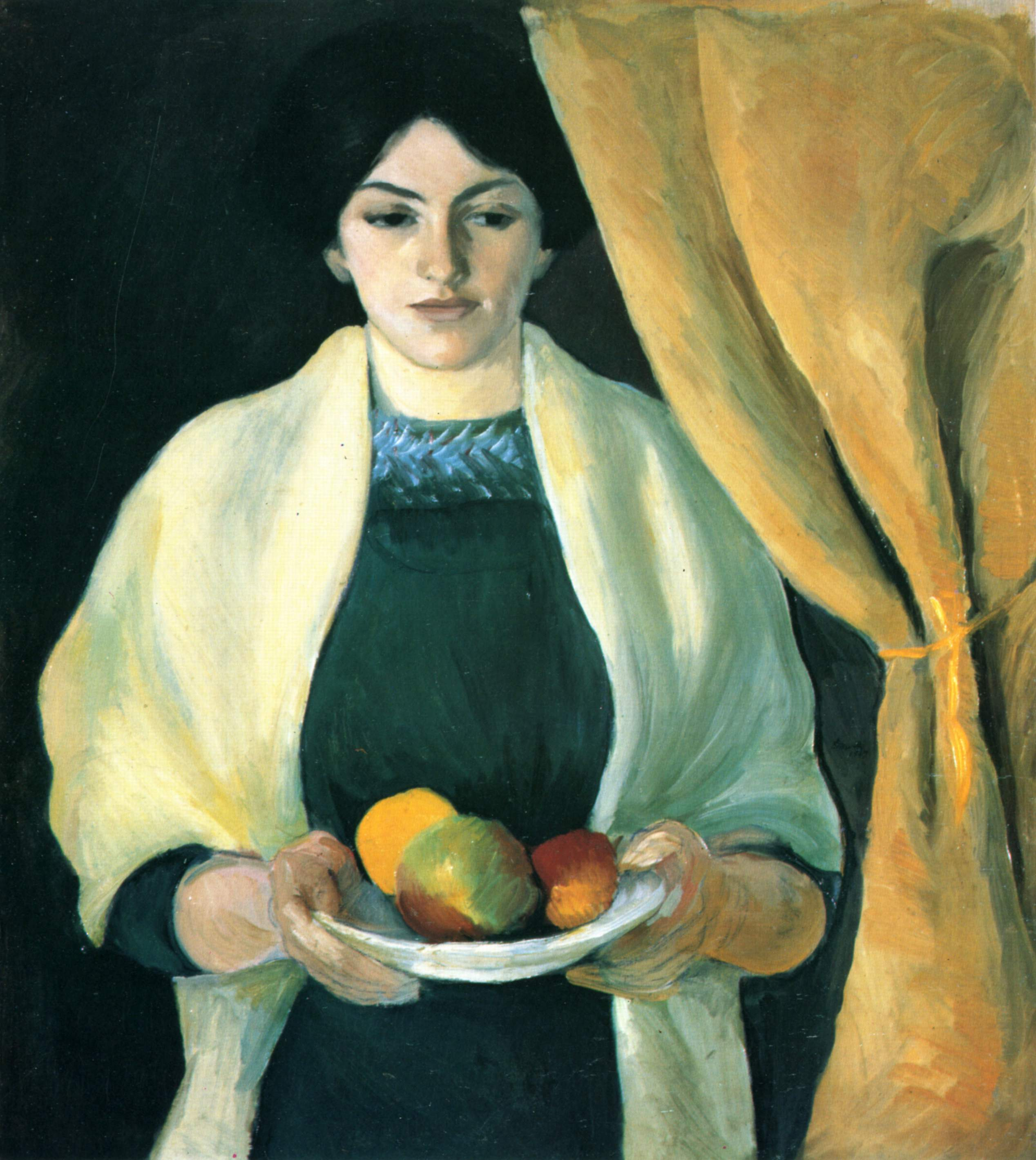
Porträt mit Äpfeln, 1909

In 1913 neemt Macke het initiatief tot de tentoonstelling “Rheinische Expressionisten” in Bonn. Hiermee geeft hij de expressionisten uit het Rijnland een stem, naast de dominante stromingen uit München en Berlijn. Hij vestigt zich vervolgens in oktober 1913 voor acht maanden in Hilterfingen aan de Thuner See. Daar werkte hij samen met de schilder Louis Moilliet. In de werken uit deze tijd zocht Macke naar een synthese van licht en kleur, zoals hij dat ook gezien had in de schilderijenserie “Les Fenêtres” van Delaunay.
Samen met Moillet en Paul Klee ontwikkelt Macke het idee van een studiereis naar Noord-Afrika. Op kosten van Koehler wordt het plan in 1914 werkelijkheid. Drie weken duurt de reis, maar zij heeft een grote invloed op de werken die zij later produceren. Tijdens zijn reis maakt Macke vele aquarellen, tientallen tekeningen en ook nog veel foto’s. Een zeer productieve tijd volgt, allerlei kunstwerken met daarin de motieven die hij op zijn reis gezien heeft, zien het licht.
Het uitbreken van de Eerste Wereldoorlog maakt aan alles een abrupt einde. Op 8 augustus 1914 treedt Macke als dienstplichtig soldaat in het leger en op 26 september sneuvelt hij. Marc schrijft een in memoriam voor zijn vriend: 
“In de oorlog zijn wij allen gelijk. Maar onder duizend dapperen treft de kogel een onvervangbare. Met zijn dood wordt de cultuur van het land een hand afgehouwen, een oog uitgerukt.
Wij schilders weten heel goed, dat met het wegvallen van zijn harmonieën de kleur in de Duitse kunst vele tinten bleker zal worden, een doffere, drogere klank. Hij heeft voor ons allen de kleur haar helderste en schoonste klank gegeven, klaar en helder als zijn hele leven was.”
Ook Marc overlijdt in de oorlog en door de dood van beide kunstenaars komt er een einde aan de Blaue Reiter-beweging.

## Musea
- August-Macke-Haus in Bonn
- Kunstmuseum Bonn in Bonn
- Städtische Galerie im Lenbachhaus in München
- Sprengel-Museum in Hannover
- Clemens-Sels-Museum in Neuss
- Museum Ludwig in Keulen
- Museo Thyssen-Bornemisza in Madrid

## Galerij

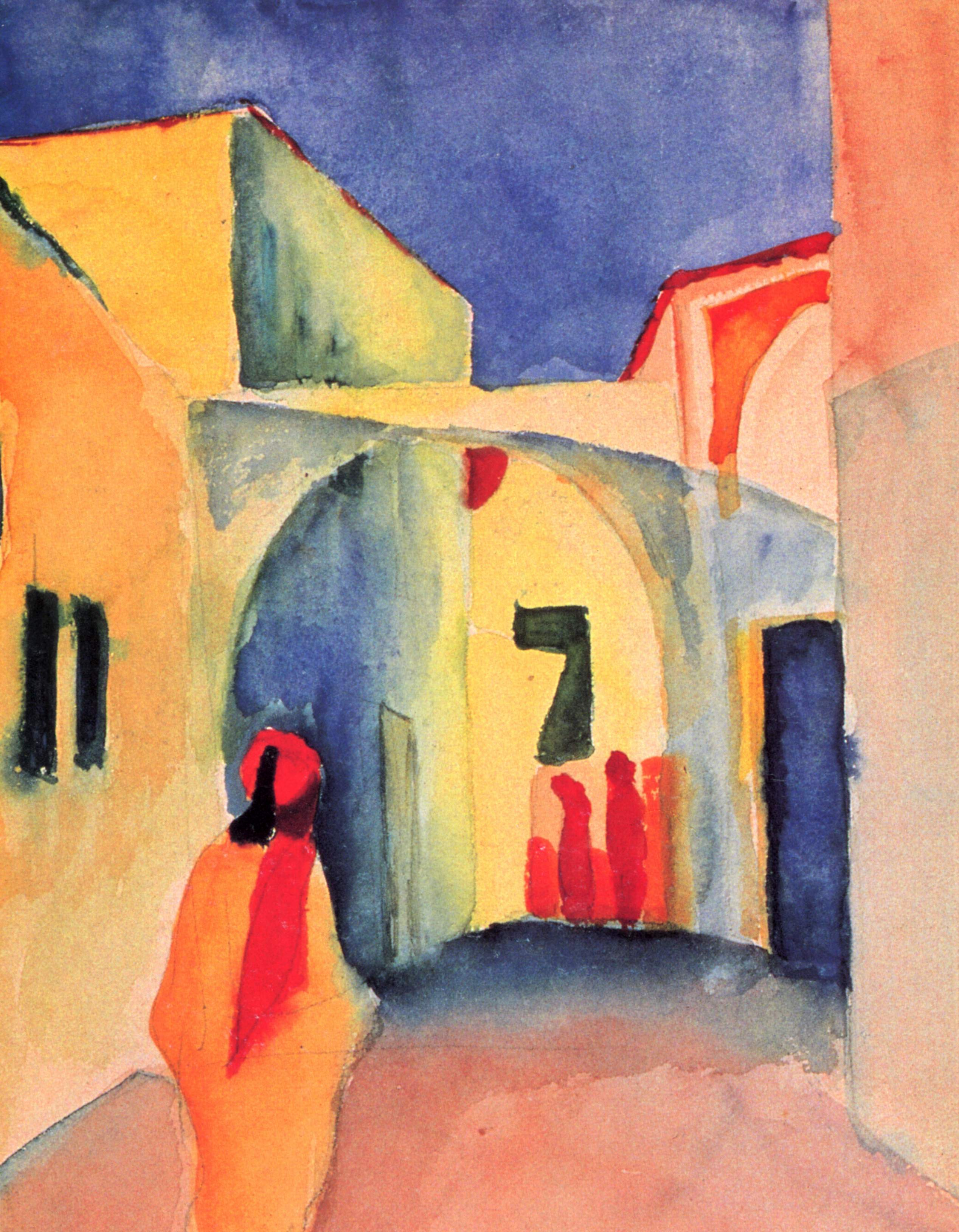
Blick in eine Gasse, 1913
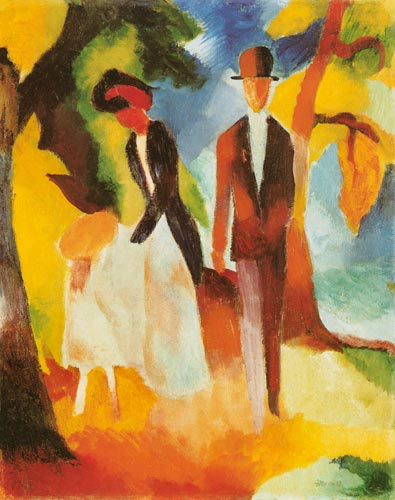
Leute am blauen See, 1913
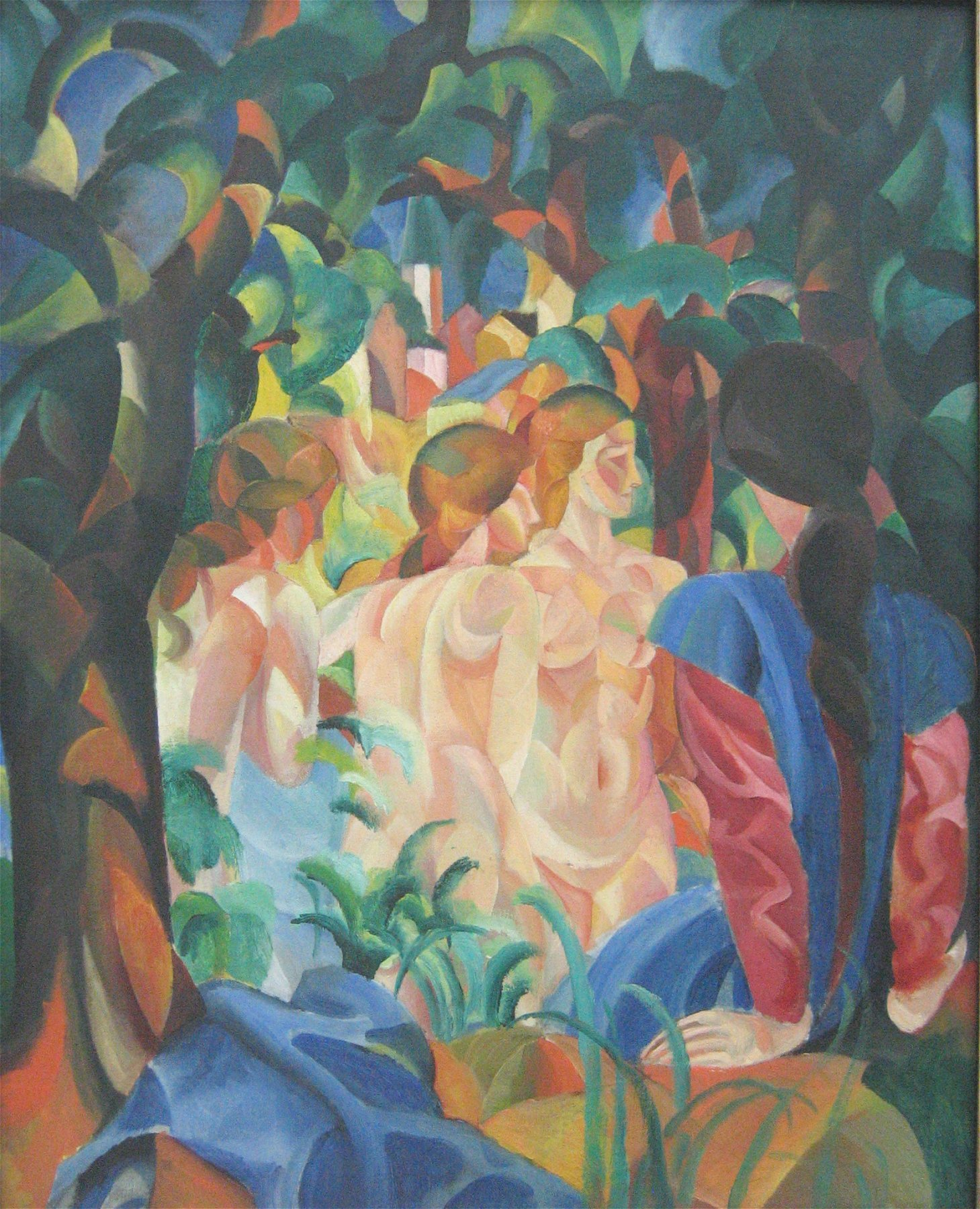
Badende, 1913
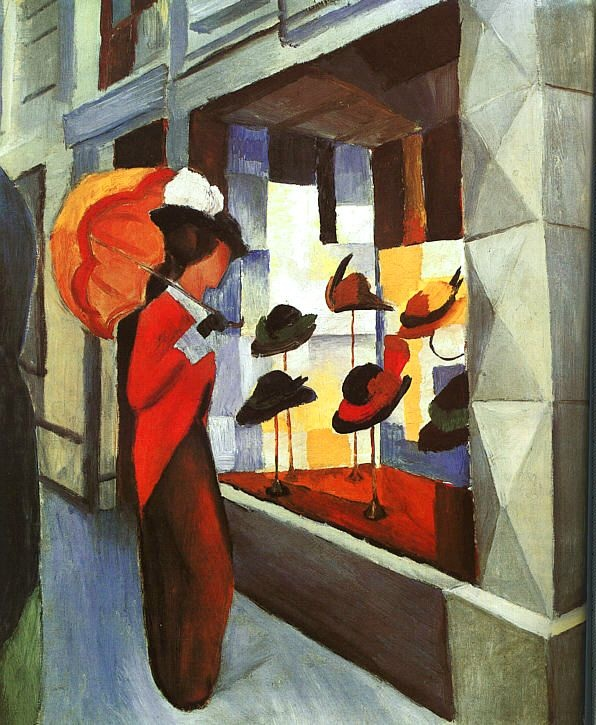
Frau mit Sonnenschirm vor Hutladen, 1914
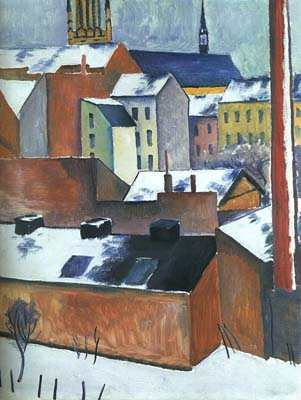
Marienkirche im Schnee, 1911
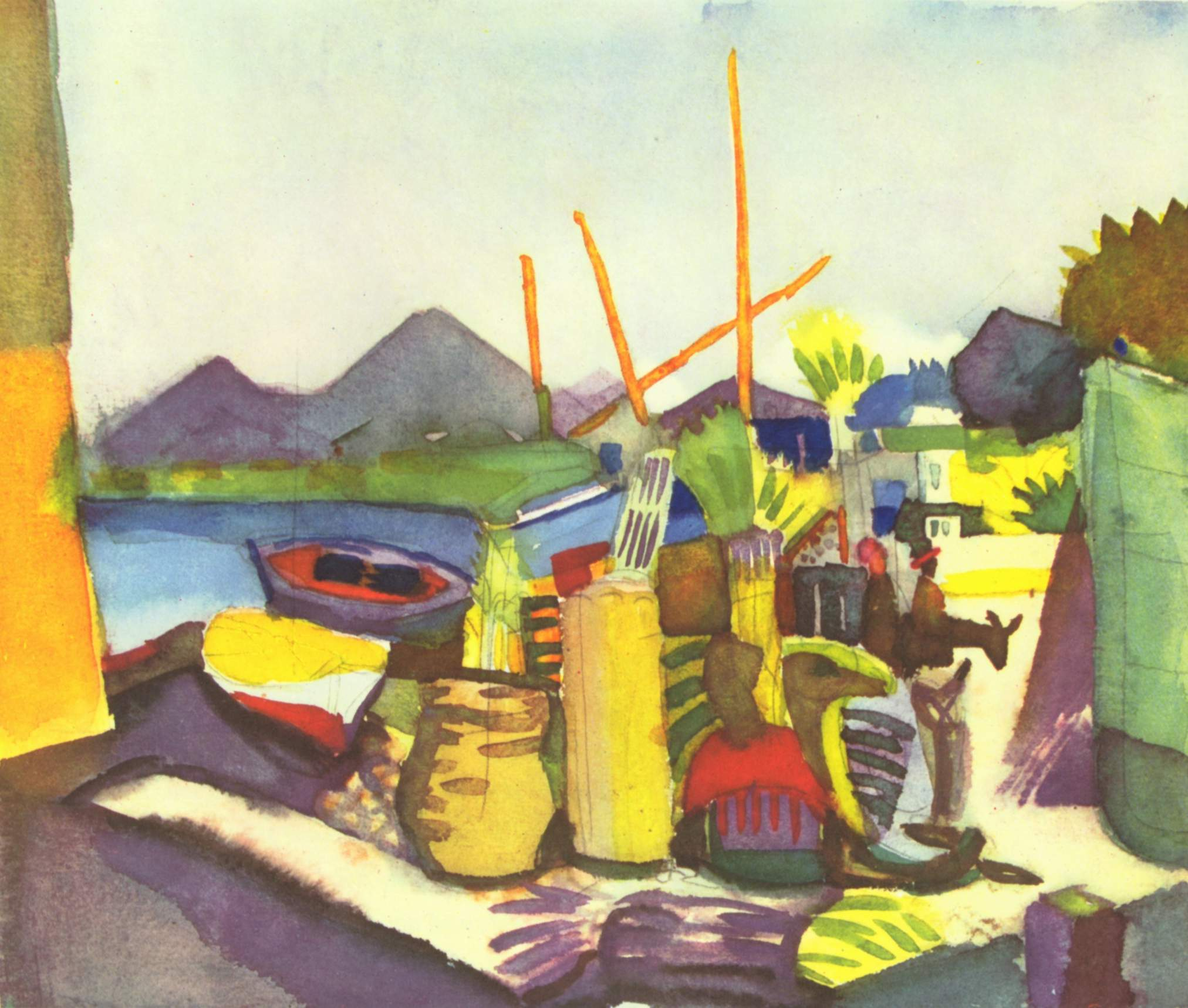
Landschaft bei Hammamet, 1914
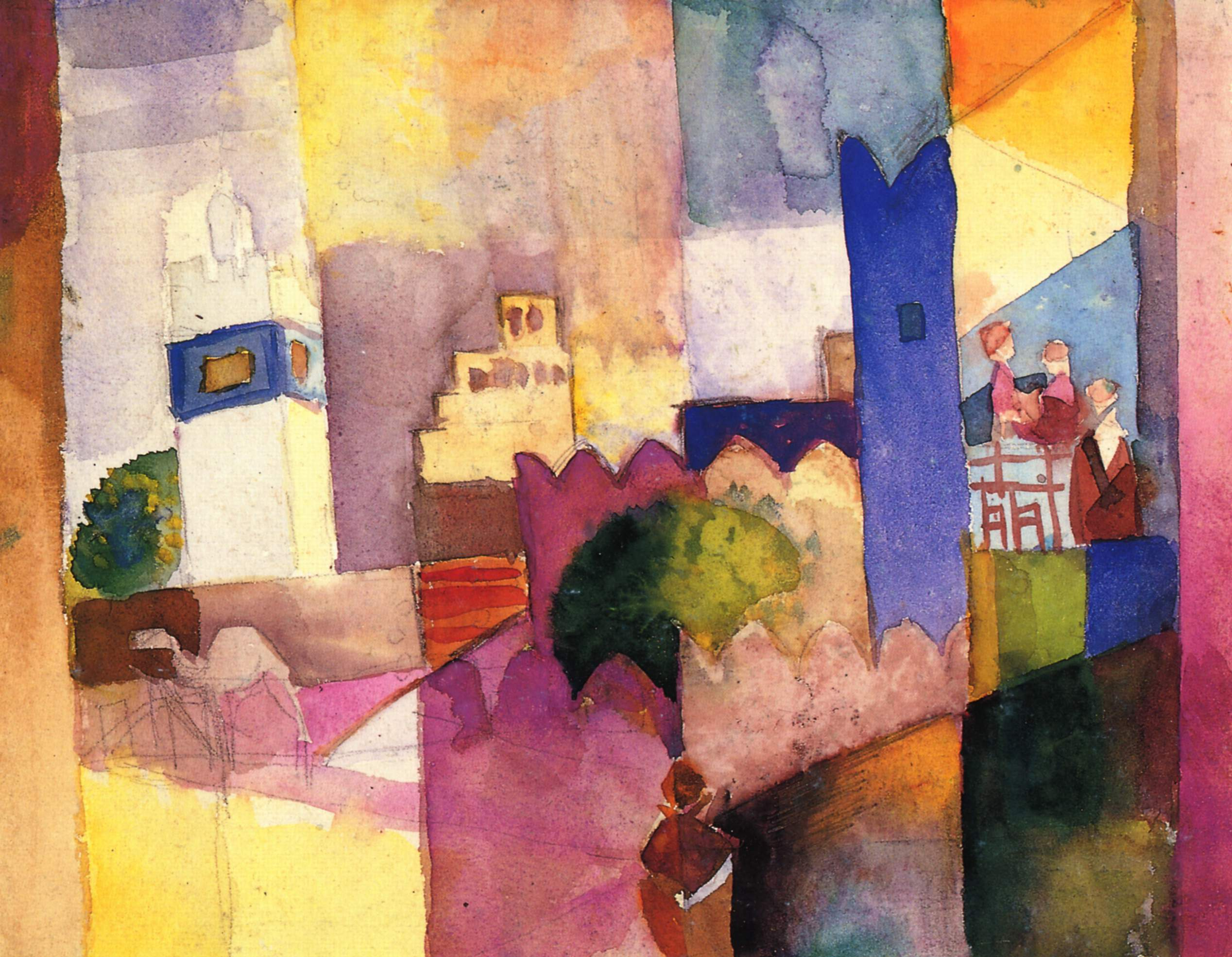
Kairouan III, 1914
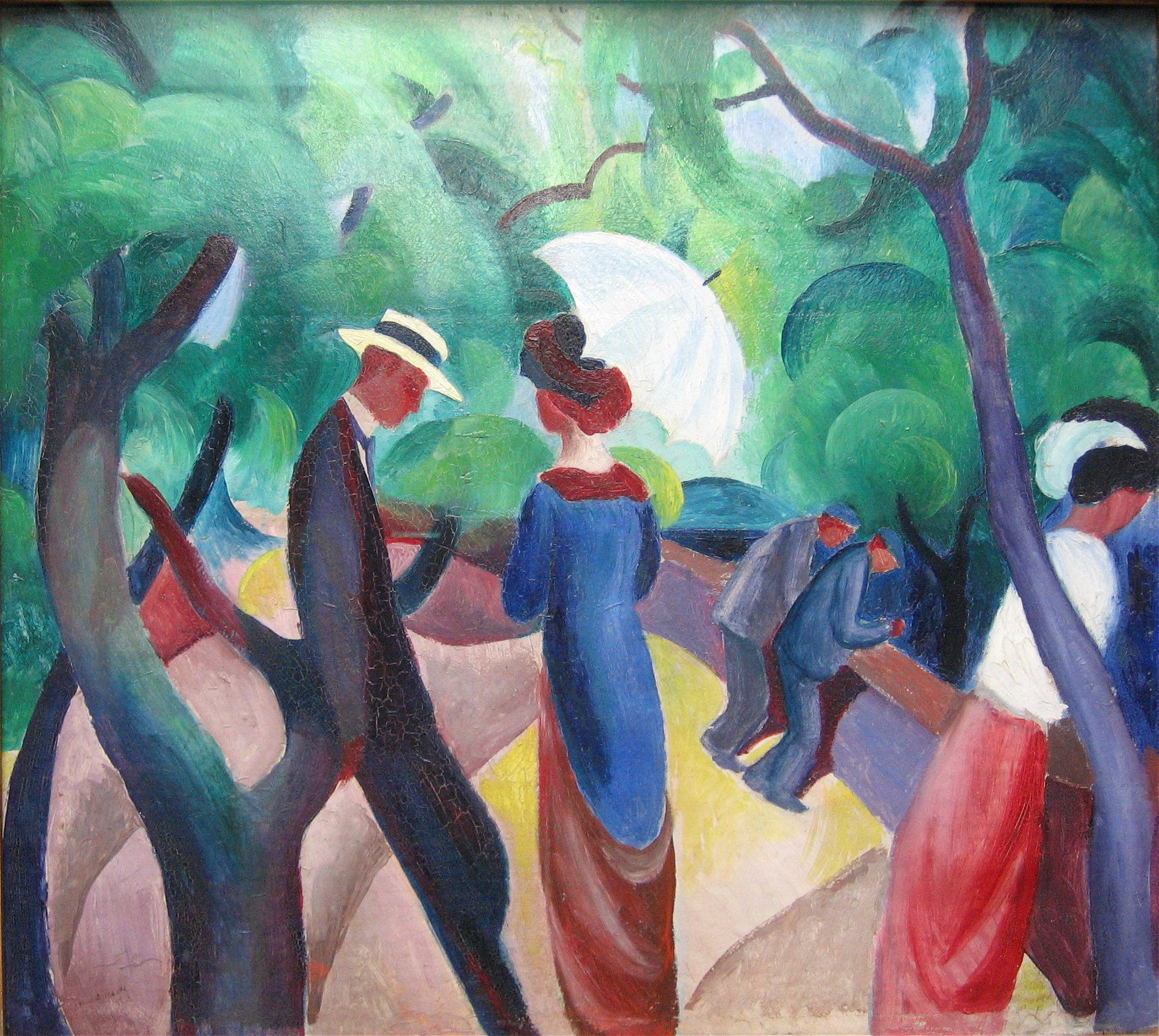
Promenade, 1913

## Werken (selectie)
- 1905, Angler am Rhein
- 1907, Elisabeth Gerhardt, Obst schälend
- 1909, Selbstportrait mit Hut, Kunstmuseum Bonn
- 1909, Selbstbildnis, Bleistiftzeichnung
- 1909, Porträt mit Äpfeln, oieverf op doek, 66 x 59,5 cm,  Städtische Galerie im Lenbachhaus in München
- 1910, Bildnis Bernard Koehler, olieverf op doek, 63,5 x 41 cm,  Städtische Galerie im Lenbachhaus in München
- 1910, Tegerseer Bauernbub, olieverf op doek, 88 x 66,5 cm,  Städtische Galerie im Lenbachhaus in München
- 1910, Segelboot, olieverf op doek, Verzameling Heumann, New York
- 1910, Frau, eine Blumenschale tragend, olieverf op doek, verzameling Dr. Bünemann, München
- 1910, Akt mit Korallenkette, Sprengel-Museum Hannover
- 1910, Bildnis Franz Marc, Neue Nationalgalerie Berlijn
- 1911, Im Zirkus, glasschilderij, 11,8 x 8,9 cm,  Städtische Galerie im Lenbachhaus in München
- 1911, Elisabeth am Schreibtisch, Öl auf Pappe, Pfalzgalerie
- 1911, Marienkirche im Schnee, Hamburger Kunsthalle
- 1911, Dorfstraße mit Kirche in Kandern, Museum für Neue Kunst Freiburg
- 1911, Der Sturm, Saarlandmuseum, Saarbrücken
- 1911, Gemüsefelder, Kunstmuseum Bonn
- 1911, Unsere Straße in Grau, olieverf op doek, 80 x 57,5 cm,  Städtische Galerie im Lenbachhaus in München
- 1911, Blümen im Garten, Clivia und Pelargonien, olieverf op doek, 90 x 71,5 cm,  Städtische Galerie im Lenbachhaus in München
- 1911, Indianer auf Pferden, olieverf op hout, 44 x 60 cm,  Städtische Galerie im Lenbachhaus in München
- 1912, Drei Mädchen in einer Barke, glasschilderij, 37 x 56 cm,  Städtische Galerie im Lenbachhaus in München
- 1912, Zoologischer Garten, olieverf op doek, 58,5 x 98 cm,  Städtische Galerie im Lenbachhaus in München
- 1912, Kleiner Zoo in braun und gelb, olieverf op doek, privébezit
- 1912, Sparziergang am See, olieverf op doek
- 1912, Blondes Mädchen mit Buch, olieverf op doek, privébezit
- 1912, Im Zoo, Federzeichnung in "Der Sturm V. Jahrg. 1915, Heft 21/22
- 1912, Leute auf der Straße, Pinselzeichnung, Nachlass
- 1912, Auf dem Sofa eingeschlafen, aquarel, privébezit
- 1912, Großes helles Schaufenster, olieverf op doek, Sprengel-Museum, Hannover
- 1912, Farbige Komposition (Hommage à Johann Sebastian Bach)
- 1912, Vier Mädchen, olieverf op doek, Kunstsammlungen der Stadt Düsseldorf
- 1912, Frau, Blumen begiessend, aquarel, privébezit
- 1913, Hutladen, olieverf op doek, 54,5 x 44 cm,  Städtische Galerie im Lenbachhaus in München
- 1913, Promenade, olieverf op karton, 51 x 57 cm,  Städtische Galerie im Lenbachhaus in München
- 1913, Türkisches Café, olieverf op hout, 60 x 35 cm,  Städtische Galerie im Lenbachhaus in München
- 1913, Kinder mit Ziege, olieverf op karton, 24 x 34 cm,  Städtische Galerie im Lenbachhaus in München
- 1913, Akte am Wasser, Öl auf Pappe, privébezit
- 1913, Dame in grüner Jacke,  olieverf op doek, Museum Ludwig, Keulen
- 1913, Zwei Frauen vor einem Hutladen, olieverf op doek, verzameling Beck, Stuttgart
- 1913, Im zoologischen Garten, Federzeichnung, privébezit
- 1913, Großer zoologischer Garten,(Tritychon) olieverf op doek, Museum am Ostwall, Dortmund
- 1913, Farbige Formen I, LWL-Landesmuseum für Kunst und Kulturgeschichte, Münster
- 1913, Sonniger Weg, Westfälisches Landesmuseum für Kunst und Kulturgeschichte, Münster
- 1913, Promenade in Braun und Grün, Clemens-Sels-Museum, Neuss
- 1913, Farbige Formen II, Wilhelm-Hack-Museum, Ludwigshafen
- 1913, Hafen 22, aquarel, privébezit
- 1913, Blaugrüne Seiltänzerin, Öl auf Pappe, verblijf onbekend
- 1913, Herbstabend, olieverf op doek, verblijf onbekend
- 1914, Gartentor, waterverf op papier, 31 x 22,5 cm,  Städtische Galerie im Lenbachhaus in München
- 1914, St. Germain bei Tunis, waterverf op papier, 26 x 21 cm,  Städtische Galerie im Lenbachhaus in München
- 1914, In der Manege, Kohlezeichnung, Clemens-Sels-Museum, Neuss
- 1914, Weibliches Bildnis, (Rückseite von "Begrüssung" 1914), Öl auf Pappe, Suermondt-Ludwig-Museum Aachen
- 1914, Der Weg am Wasser, Kohlezeichnung, Nachlass
- 1914,  Mädchen unter Bäumen, olieverf op doek, Pinakothek der Moderne, München
- 1914, Kinder am Brunnen, olieverf op doek, verzameling Bührle, Zürich
- 1914, Helle Strasse mit Leuten, olieverf op doek, privébezit
- 1914, Dorfstrasse, Aquarell, Wallraf-Richartz-Museum, Keulen
- 1914, Reiter und Spaziergänger in der Allee, Museum Ostwall, Dortmund
- 1914, Beflaggte Kirche, Kunstmuseum Mülheim an der Ruhr
- 1914, Hutladen, Museum Folkwang, Essen
- 1914, Kathedrale zu Freiburg in der Schweiz, olieverf op doek, Kunstsammlung NRW, Düsseldorf
- 1914, Strauß mit Gladiolen auf rosa Hintergrund, olieverf op doek
- 1914, Rotes Haus im Park
- 1914, Seiltänzer, Kunstmuseum Bonn
- 1914, Innenhof des Landhauses in St. Germain, aquarel
- 1914, Kandern IV, aquarel, Clemens-Sels-Museum, Neuss
- 1914, Promenade, Staatsgalerie Stuttgart
- 1914, Lesender Mann im Park, Museum Ludwig, Keulen
- 1914, Markt in Tunis, olieverf op doek,privébezit
- 1914, Gartentor, aquarel, Städtische Galerie im Lenbachhaus, München
- 1914, Frau mit Papagei in einer Landschaft, bezitter onbekend, olieverf op doek, 2007 für 2,4 Millionen Euro versteigert worden[4][5]

- Bibsys: 90358444
- Biblioteca Nacional de España: XX1226930
- Bibliothèque nationale de France: cb11939328v (data)
- Catàleg d'autoritats de noms i títols de Catalunya: 981058516385306706
- CiNii: DA02427833
- Gemeinsame Normdatei: 118575864
- International Standard Name Identifier: 0000 0001 2122 9785
- KulturNav: 8d65cc99-ecc9-48b3-b453-8cca5cedd5b6
- Library of Congress Control Number: n50040893
- Nationale Bibliotheek van Letland: 000202509
- MusicBrainz: 7f7fd487-8380-4118-b597-d09a98d1d77f
- Musée national d'archéologie, d'histoire et d'art: lkl001229
- Bibliotheek van het Japanse parlement: 00799703
- Nationale Bibliotheek van Tsjechië: jn20000720158
- Nationale bibliotheek van Australië: 35319495
- Nationale Bibliotheek van Israël: 987007264980405171
- Nationale Bibliotheek van Polen: a0000003035710
- Nationale en Universitaire bibliotheek Zagreb: 000465567
- Nederlandse Thesaurus van Auteursnamen: 068532512
- Réseau des bibliothèques de Suisse occidentale: 02-A003545847
- RKD-Nederlands Instituut voor Kunstgeschiedenis: 51753
- SIKART: 13231219
- SNAC: w6kh0vff
- Système universitaire de documentation: 027326896
- Museum of New Zealand Te Papa Tongarewa: 39272
- Trove: 910280
- Union List of Artist Names: 500007945
- Virtual International Authority File: 19686273
- WorldCat: E39PBJcGhjpY47JjQQXJMyXKh3